# Rajhorod (Hajssyn)
Rajhorod (ukrainisch Райгород; russisch Райгород Raigorod) ist ein Dorf in der ukrainischen Oblast Winnyzja mit etwa 1000 Einwohnern (2004).

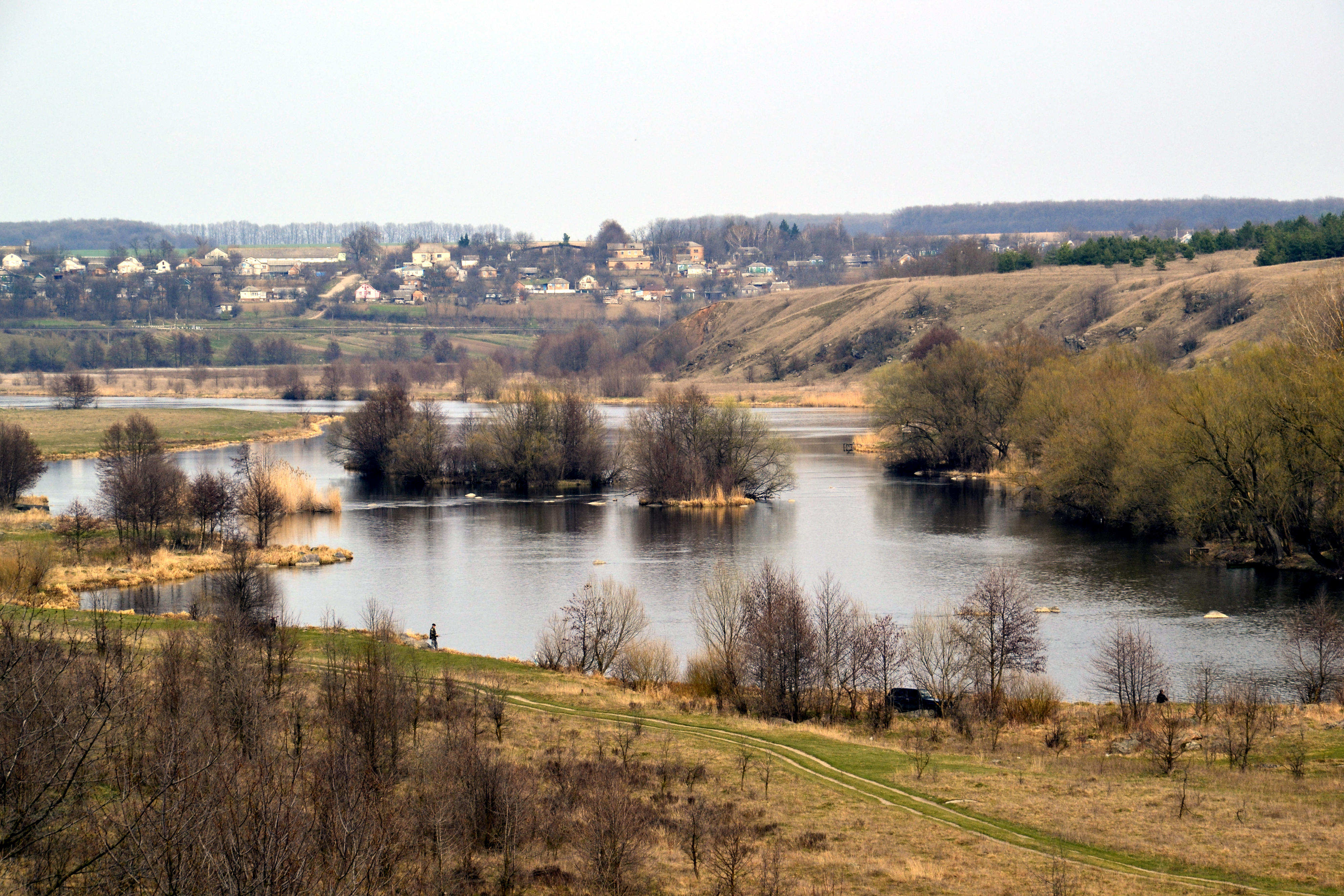
Ortspanorama mit Südlichem Bug

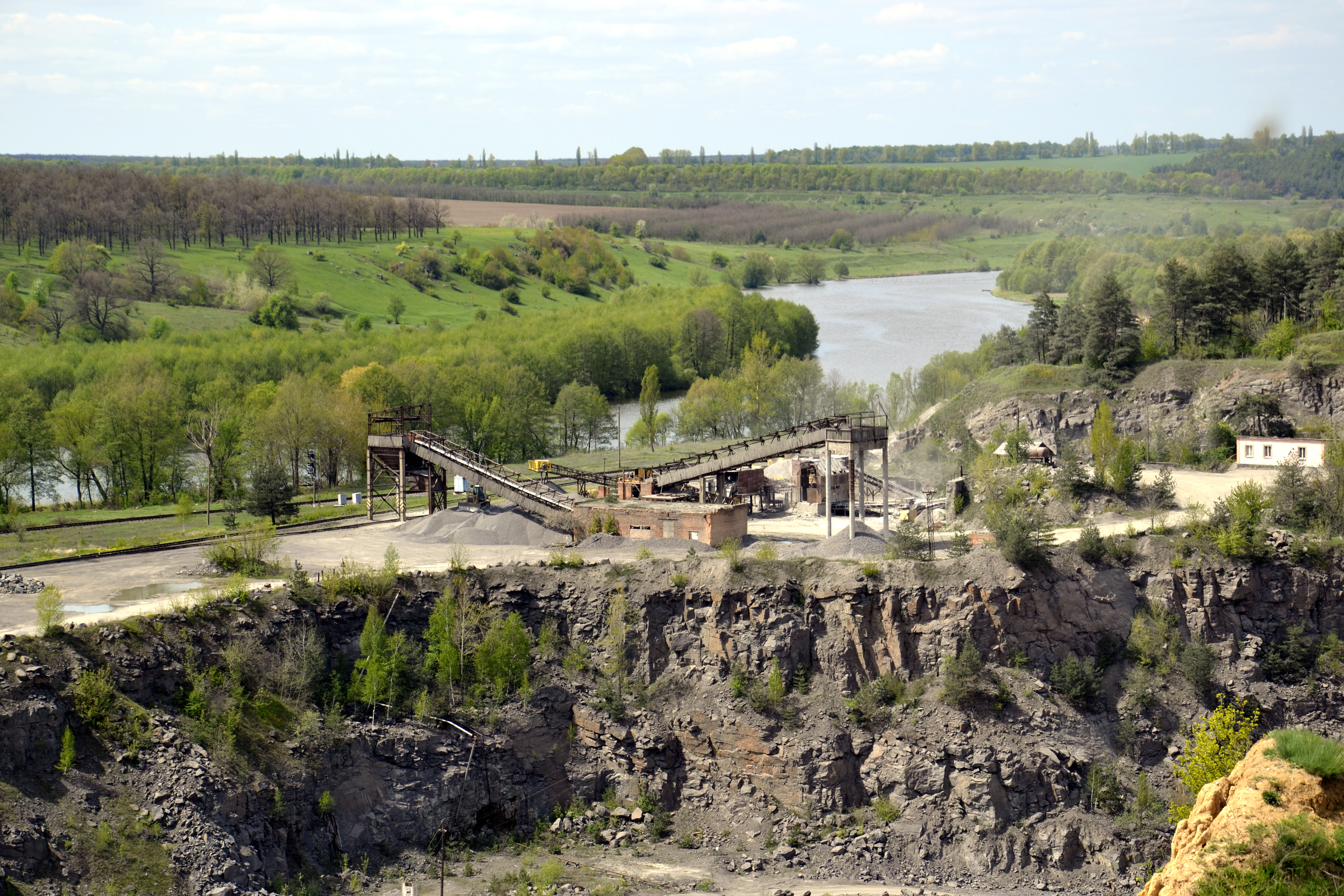
Steinbruch in Rajhorod

Das in der zweiten Hälfte des 18. Jahrhunderts Dorf erstmals schriftlich erwähnte Dorf liegt am linken Ufer des Südlichen Bugs etwa 70 km südöstlich vom Oblastzentrum Winnyzja und 25 km südöstlich vom ehemaligen Rajonzentrum Nemyriw.
Das Dorf besitzt eine Bahnstation an der Bahnstrecke Winnyzia–Hajssyn. Durch die Ortschaft verläuft die ukrainische Fernstraße M 12

## Verwaltungsgliederung
Am 22. Juni 2016 wurde das Dorf zum Zentrum der neugegründeten Landgemeinde Rajhorod (Райгородська сільська громада/Rajhorodska silska hromada). Zu dieser zählten auch die 9 Dörfer Horodnyzja, Korschiwka, Marjaniwka, Nowi Obychody, Nyschtscha Kropywna, Salynzi, Samtschynzi, Semenky und Slobidka sowie die Ansiedlung Korschiw, bis dahin bildete es zusammen mit den Dörfern Nyschtscha Kropywna und Slobidka die gleichnamige Landratsgemeinde Rajhorod (Райгородська сільська рада/Rajhorodska silska rada) im Südosten des Rajons Nemyriw.
Am 12. Juni 2020 kamen noch die Siedlung städtischen Typs Sytkiwzi und die 8 in der untenstehenden Tabelle aufgelisteten Dörfer zum Gemeindegebiet.
Am 17. Juli 2020 kam es im Zuge einer großen Rajonsreform zum Anschluss des Rajonsgebietes an den Rajon Hajssyn.
Folgende Orte sind neben dem Hauptort Rajhorod Teil der Gemeinde:
| Name                     | Name           | Name                                 |
| ukrainisch transkribiert | ukrainisch     | russisch                             |
| ------------------------ | -------------- | ------------------------------------ |
| Dschurynzi               | Джуринці       | Джуринцы (Dschurinzy)                |
| Horodnyzja               | Городниця      | Городница (Gorodniza)                |
| Huta                     | Гута           | Гута (Guta)                          |
| Jurkiwzi                 | Юрківці        | Юрковцы (Jurkowzy)                   |
| Korschiw                 | Коржів         | Коржов (Korschow)                    |
| Korschiwka               | Коржівка       | Коржовка (Korschowka)                |
| Marjaniwka               | Мар’янівка     | Марьяновка (Marjanowka)              |
| Melnykiwzi               | Мельниківці    | Мельниковцы (Melnikowzy)             |
| Nowi Obychody            | Нові Обиходи   | Новые Обиходы (Nowyje Obichody)      |
| Nyschtscha Kropywna      | Нижча Кропивна | Низшая Крапивна (Nisschaja Krapiwna) |
| Ometynzi                 | Ометинці       | Ометинцы (Ometinzy)                  |
| Rubischne                | Рубіжне        | Рубежное (Rubeschnoje)               |
| Salynzi                  | Салинці        | Салинцы (Salinzy)                    |
| Samtschynzi              | Самчинці       | Самчинцы (Samtschinzy)               |
| Semenky                  | Семенки        | Семенки (Semenki)                    |
| Slobidka                 | Слобідка       | Слободка (Slobodka)                  |
| Sytkiwzi                 | Ситківці       | Ситковцы (Sitkowzy)                  |
| Tscherwone               | Червоне        | Червоное (Tscherwonoje)              |
| Wyschtscha Kropywna      | Вища Кропивна  | Высшая Крапивна (Wysschaja Krapiwna) |